# هیرویوکی اومیچی
هیرویوکی اومیچی (انگلیسی: Hiroyuki Omichi؛ زادهٔ ۲۵ ژوئن ۱۹۸۷) بازیکن فوتبال اهل ژاپن است.
از باشگاه‌هایی که در آن بازی کرده‌است می‌توان به باشگاه فوتبال کاشیما آنتلرز اشاره کرد.